# Erik Braagaard
Erik Braagaard (24. august 1912 i København - 25. maj 2004 i New York) var en dansk modist og hattedesigner.

## Karriere

### Tjenerdreng
I 1927, som 15-årig, blev Erik Braagaard ansat som tjenerdreng  hos gullaschbaron og direktør Harald Skovby Plum, R. af Dbg. Han var således til stede på øen Thorø ved Assens 24. oktober 1929, da det, efter to fejlslagne selvmordsforsøg dagen i forvejen, i et tredje forsøg, lykkedes H. Plum at begå selvmord ved at skyde sig i brystet.

### Modist og hattedesigner
Erik Braagaard startede som ganske ung modist en hattesalon i Paris på 8 Rue Saint-Florentin, i det mondæne kvarter omkring Concordepladsen. Man ser de første af hans hatte omtalt i parisiske modeblade i 1935. Derefter vinder den unge danske designer hurtigt anseelse i lande verden over. Det franske tidsskrift L’Officiel de la Mode bragte i 1935 en længere artikel om Braagaards hattekollektion, hvori de skrev: Erik Braagaard har vist en kollektion af hatte, sprængfyldt af ungdommelighed og originalitet. Også Vogue bragte hans hatte og navn adskillige gange

The Bode Bugle, Iowa , USA, skrev 17. juli 1936, at - den unge danskers modehus har haft usædvanlig succes, ikke mindst med sine hatte med fjer. 

Braagaard ejede, foruden salonen i Paris også en hattesalon i New York. Den lå på 17 West 57th Street i New York i det mondæne kvarter omkring 5th Avenue. 

Braagaard havde flere kendte designere ansat, blandt dem var den cubanske designer Adolfo Sardinia (15. februar 1933). Adolfo var uddannet i Paris og var fra 1948 til 1953 ansat som designer hos Braagaard i New York, hvorefter han blev chefdesigner hos Emme. Også hattedesigner Anita Andra nævnes hos Braagaard først i 1950’erne.

### Kundekredsen
Braagaards kundekreds omfattede flere af verdens rigeste kvinder. Navnene kendes bl.a. på grund af hattedonationer til flere museer. Blandt modtagere af hatte er The Costume Institute at the Metropolitan Museum of Art Arkiveret 16. februar 2016 hos  Wayback Machine i New York, og Victoria and Albert Museum i London. V&A citerer på deres hjemmeside en artikel fra The New York Times 5. april 1941: Braagaard havde en lille mondæn hattesalon som i 1941 havde lilla og hvidt interiør. Han drev forretningen fra 1930'erne til 1950'erne
Den brasilianske avis Folha skriver 26. november 1950: Hertuginden af Winsor har for nylig besluttet at sælge en del af en samling af solhatte, de fleste af dem er designet af Braagaard. Hertuginden af Winsor (Bessie Wallis Warfield) (1896 - 1986) var gift 3. gang med Englands abdicerede Kong Edward VIII (23. juni 1894 – 28. maj 1972).
Museernes hattedonorer omfatter:

Mrs. Thelma Irene Chrysler (1902-1957), datter af bilfabrikant Walter Chrysler, gift med Byron C. Foy. 

Marie Cécile von Springer (1886-1978) kaldet Mary Wooster, datter af industrimanden Baron Gustav von Springer og gift ind i Fould-dynastiet

Mary Millicent Abigail Rogers (1902 - 1953), bedre kendt som Millicent Rogers. Hendes farfar var den amerikanske industrimand Henry Huttleston Rogers, som tjente sin formue i olierindustrien. 

Virginia Pope, moderedaktør på The New York Times.

## Familie
Erik Braagaard var søn af søfyrbøder Robert Vilhelm Frederik Olsen (25. oktober 1889 -) og hustru Mary Christine Elisabeth f. Braagaard (7. december 1891 - 16. februar 1920) . Hans forældre blev tidligt skilt, og han voksede op hos sine bedsteforældre, kaffebrænder og tidligere forvalter Jens Georg Braagaard (12. september 1866 -) og hustru Hansine Olivia Petrea f. Petersen (23. september 1873 -). Ifølge Kgl. bevilling af 18. november 1920 adopterede de drengen, da hans mor afgik ved døden i 1920.

Erik Braagaard blev oprindelig døbt Karl Erik Georg Braagaard Hansen Olsen, men fik ved navneforandring 21. oktober 1918 fjernet Hansen Olsen.
Braagaard emigrerede til USA omkring 1940. Da han i 1943 fik amerikansk statsborgerskab, fjernede han navnene Karl og Georg. Herefter var hans navn Erik Braagaard . Erik Braagaard deltog i 2. Verdenskrig på amerikansk side.

Erik Braagaard døde 25. maj 2004 i New York 91 år gammel. Han er begravet på Calverton National Cemetery.